# Jerzy Machonbaum
Jerzy Machonbaum (ur. 1884 w Warszawie, zm. 23 marca 1936 tamże) – poeta polski, kolekcjoner, pasjonat szachów. Posługiwał się pseudonimem "Machon".
Zdobył wykształcenie w Warszawie, kończąc szkołę średnią i prawo na Cesarskim Uniwersytecie Warszawskim. Należał do warszawskich towarzystw literackich, dziennikarskich, prawniczych, m.in. do Stowarzyszenia Humanitarno-Kulturalnego "Ogniwo". Wydał kilka tomów poezji, m.in. w 1912, 1914 i 1935. Kolekcjonował dzieła sztuki, głównie rzeźby i obrazy, ale również makaty, dywany, figurki z kości słoniowej, monety, medale, stare księgi, tworząc znane w Warszawie prywatne "Muzeum Machona". 
Był znaną postacią warszawskiego środowiska szachowego. Kilkakrotnie uczestniczył w turniejach Warszawskiego Towarzystwa Zwolenników Gry Szachowej, nie odnosząc jednak spektakularnych sukcesów — w 1908 podzielił VIII-IX miejsce, a w 1910, w imprezie z okazji 10-lecia Towarzystwa, uplasował się na XI, ostatnim, miejscu. W turniejach tych rywalizował z niemal całą warszawską czołówką, m.in. Akibą Rubinsteinem, Salomonem Langlebenem, Aleksandrem Flambergiem, Zygmuntem Szulce, Janem Kopczyńskim, Janem Kleczyńskim (synem), a także szachistami przyjezdnymi, np. Fiodorem Duzem-Chotimirskim. Machonbaum uczestniczył też kilkakrotnie w symultanach czołowych szachistów świata; w 1908 pokonał w takich okolicznościach amerykańskiego mistrza Franka Marshalla, w 1911 uległ Jewgienijowi Znosko-Borowskiemu, w 1914 zremisował z Emanuelem Laskerem.
Po zakończeniu I wojny światowej Machonbaum nadal mieszkał w Warszawie i kontynuował swoje zainteresowania szachowe, działając w Warszawskim Towarzystwie Zwolenników Gry Szachowej oraz rozgrywając liczne partie towarzyskie w kawiarniach. Szczególnie chętnie grywał w "Cafe Capris" na Nowym Świecie, gdzie jego przeciwnikami byli m.in. Dawid Przepiórka, Mojżesz Łowcki, Henryk Salwe, Paulin Frydman, Mieczysław Najdorf, Jerzy Jagielski, Zdzisław Belsitzman, Aleksander Flamberg, Salomon Langleben, Jan Kopczyński, Jan Kleczyński. W tym czasie Machonbaum miał także okazję kilka razy wystąpić w symultanach. W grudniu 1928 uzyskał remis z Aleksandrem Alechinem (w innej symultanie tego mistrza, rozegranej tydzień później, poniósł porażkę będąc członkiem trzyosobowego zespołu w partii konsultacyjnej), kilka razy grał także z Jose Raulem Capablancą, ale bez powodzenia.
Tematyki szachowej nie zabrakło w twórczości poetyckiej Machonbauma. W żartobliwym utworze O władzę (1928) odniósł się do meczu o mistrzostwo świata pomiędzy Capablancą i Alechinem, który najwybitniejsi szachiści okresu międzywojennego rozegrali w Buenos Aires od września do listopada 1927, aż 25 partii z 34 kończąc remisami. Mecz, który przyniósł w efekcie tytuł szachiście rosyjskiemu, w interpretacji Machonbauma trwał tak długo, że "osiwiał już Capa schorzały, Alechin wyłysiał wesoły", a nawet "już pierwsi pomarli kibice". Wiersz ten, jak również dedykowane członkom Warszawskiego Towarzystwa Zwolenników Gry Szachowej Szachy, znalazł się w zbiorze Machonbauma Poezje z 1935.
Zmarłego w marcu 1936 Machonbauma żegnał m.in. jego wielokrotny przeciwnik, krytyk literacki i redaktor rubryki szachowej "Kuriera Warszawskiego" Jan Kleczyński, który napisał: "Szachy go porwały daleko bardziej niż mówił. Znał i odczuwał ich wdzięk, ich przepaścistą fantastyczność, ich artystyczną logikę. (...) Cieszył się również z cudzej udanej kombinacji, jak z własnej. Był szachistą nie graczem."